# 洗衣店

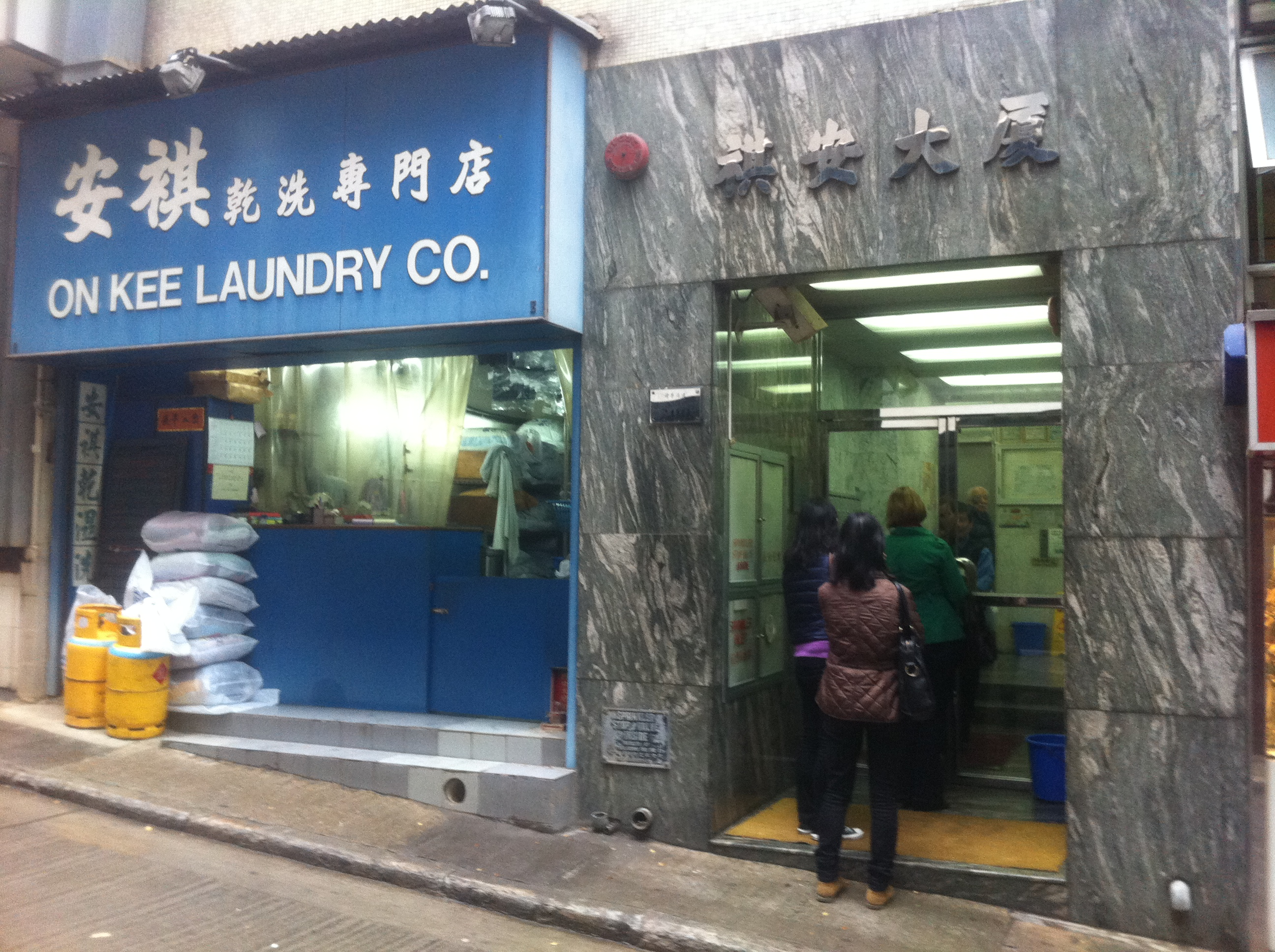
香港的一家洗衣店店面

美国加利福尼亚州的一家洗衣店背后的洗衣工场

洗衣店是服務業商店，提供代客人洗衣服務，包括乾洗和水洗、窗簾、牀上用品及皮具护理、鞋包清洗等，洗衣店根据衣物不同的材质选择合适的洗涤或者护理方式。自助洗衣店是洗衣店之一種經營模式，客人自助使用洗衣機及乾衣機，每次付款，用投幣、信用卡或八達通等。

## 增值服務
- 熨衣，衣物消毒
- 寄存服務
- 上門收貨，按時交貨

## 經營
- 集團特約經營
- 工業洗衣工場

## 其它
- 合約免責條款